# FR-4
FR-4 (również czasem FR4 lub FR 4) jest to nadawane przez amerykańską organizację National Electrical Manufacturers Association (NEMA) oznaczenie typu wzmacnianego włóknem szklanym laminatu epoksydowego, który może mieć postać arkuszy, rur, prętów. Wykonywany jest on z tkaniny z włókna szklanego spojonej żywicą epoksydową (ogniotrwałą i samogasnącą). Dla potrzeb elektroniki laminat pokrywa się jednostronnie lub z obu stron warstwą miedzi np. 18, 35 lub 70 mikrometrów. Po naniesieniu (nadrukowaniu) ścieżek i punktów lutowniczych płytka zostaje wytrawiona, w tym procesie rozpuszczeniu ulega warstwa miedzi niechroniona przez nadruk. Tak obrobiony materiał staje się obwodem drukowanym (PCB) i może być bazowym elementem konstrukcyjnym obudów dla rozmaitych urządzeń elektronicznych takich jak np.: telewizor, radioodbiornik, radiostacja, monitor i laptop.
Inne typy laminatów epoksydowo-szklanych to: G10, G11 i FR5. FR4 jest najczęściej używany. G-10, poprzednik FR-4, nie ma właściwości samogasnących i jest palny. FR-4 zazwyczaj zawiera brom i chlor, które nadają mu właściwości ogniotrwałe. Niektóre zastosowania laminatu z włókna szklanego np. rury, pręty lub PCB korzystają z G-10, gdy nie muszą być odporne na płomień.
Szkło epoksydowe FR-4 jest popularnym i wszechstronnym termoutwardzalnym tworzywem sztucznym wysokiej jakości. Jest laminatem o dobrej wytrzymałości w stosunku do swojej masy. Ma znikomą nasiąkliwość wodną. Najczęściej jest używany jako izolator elektryczny o dobrych właściwościach w warunkach suchych jak i wilgotnych, o znacznej wytrzymałości mechanicznej. Cechy te powodują, że materiał ten jest stosowany do szerokiej gamy zastosowań elektrycznych i mechanicznych.